# Saint-Victor-d'Épine
Pour les articles homonymes, voir Saint-Victor.
Saint-Victor-d'Épine est une commune française située dans le département de l'Eure, en région Normandie.

## Géographie

### Localisation
Saint-Victor-d'Épine est une commune de l'Ouest du département de l'Eure. Elle est située dans la région naturelle du Lieuvin.
| Saint-Jean-de-la-Léqueraye | Saint-Georges-du-Vièvre | Saint-Benoît-des-Ombres |
| Saint-Georges-du-Mesnil    | Saint-Victor-d'Épine    | Neuville-sur-Authou     |
| Giverville                 | Notre-Dame-d'Épine      |                         |

### Hydrographie
La commune est située dans le bassin Seine-Normandie. Elle est drainée par le Dour de l'Arquerie, le fossé 01 de la commune de Saint-Victor-D'Epine et le fossé 02 de la commune de Saint-Victor-D'Epine,,.
Un petit affluent de la Risle naît vers le hameau de la Minardière à 1,5 km au nord-ouest du bourg. Un autre cours d'eau, le dour de l'Arquerie, naît à 1,5 km à l'ouest du bourg et passe à environ 500 m au nord du bourg. La carte IGN indique une vingtaine de petites mares disséminées sur toute la commune, dont la mare de la Charité au sud du bourg, avec son lavoir à côté de la maison de Charité.

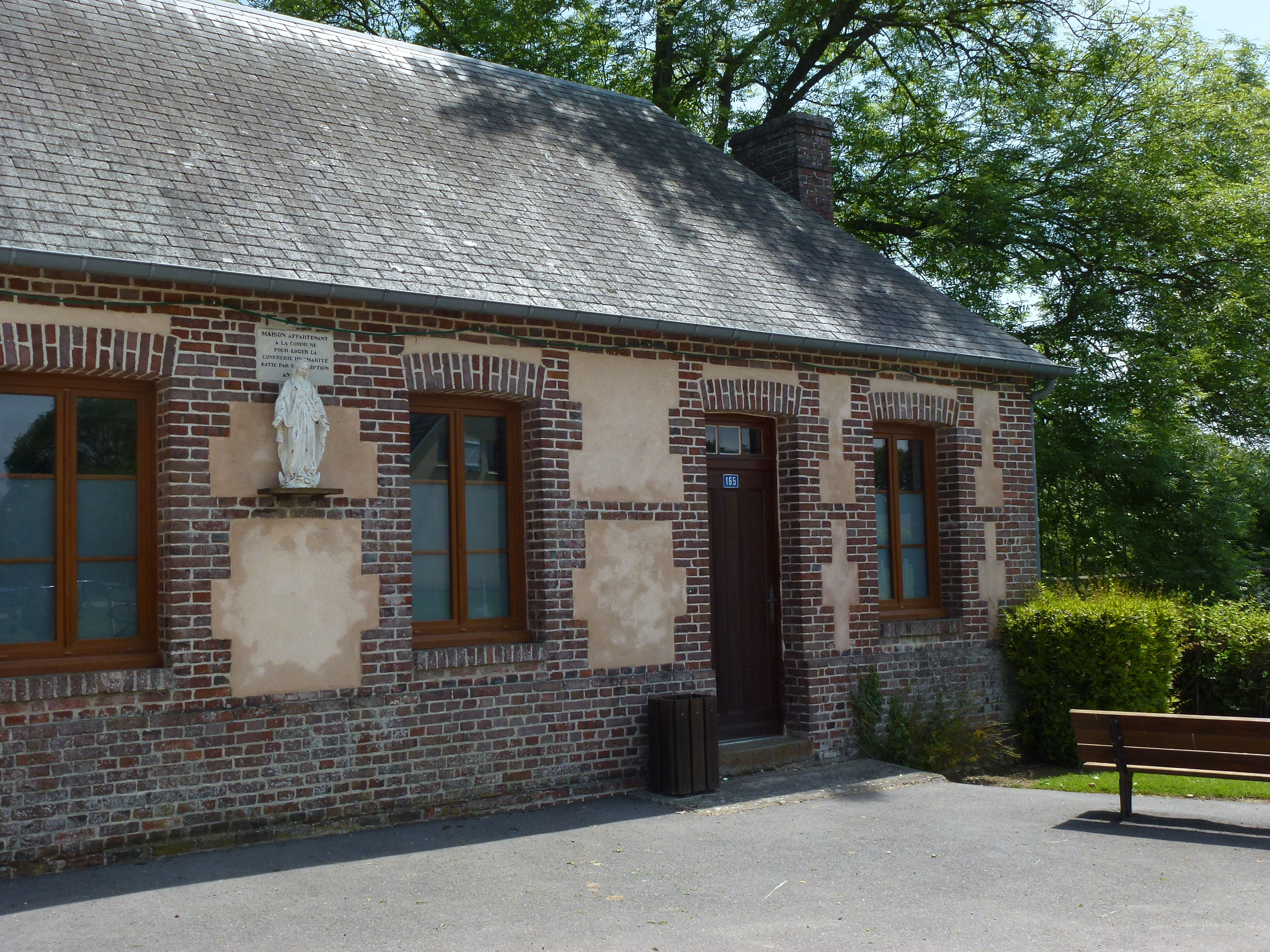
La maison de Charité.
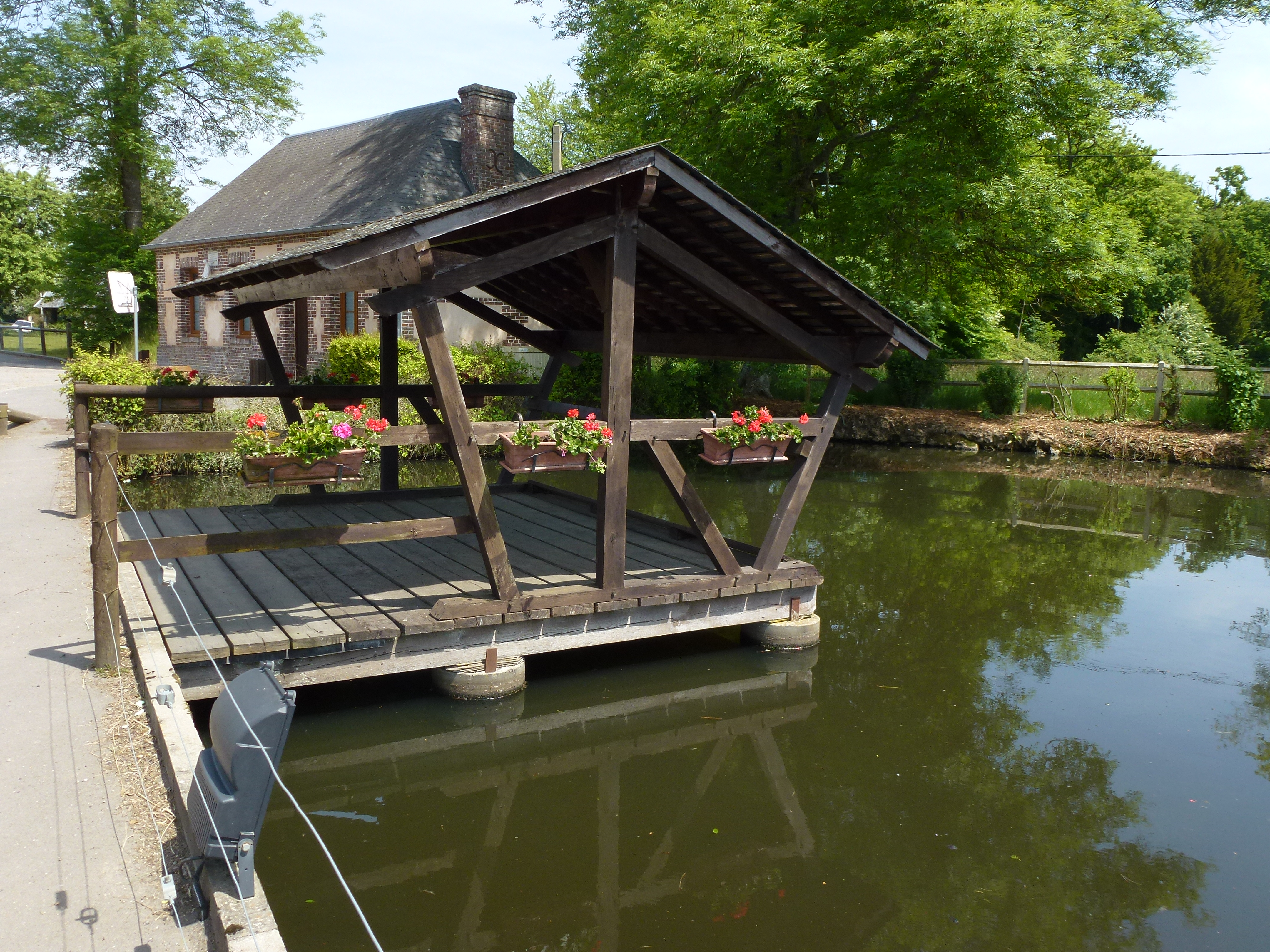
L'étang et son lavoir.

Un plan d'eau complète le réseau hydrographique : la mare de la Charité (0,03 ha),.

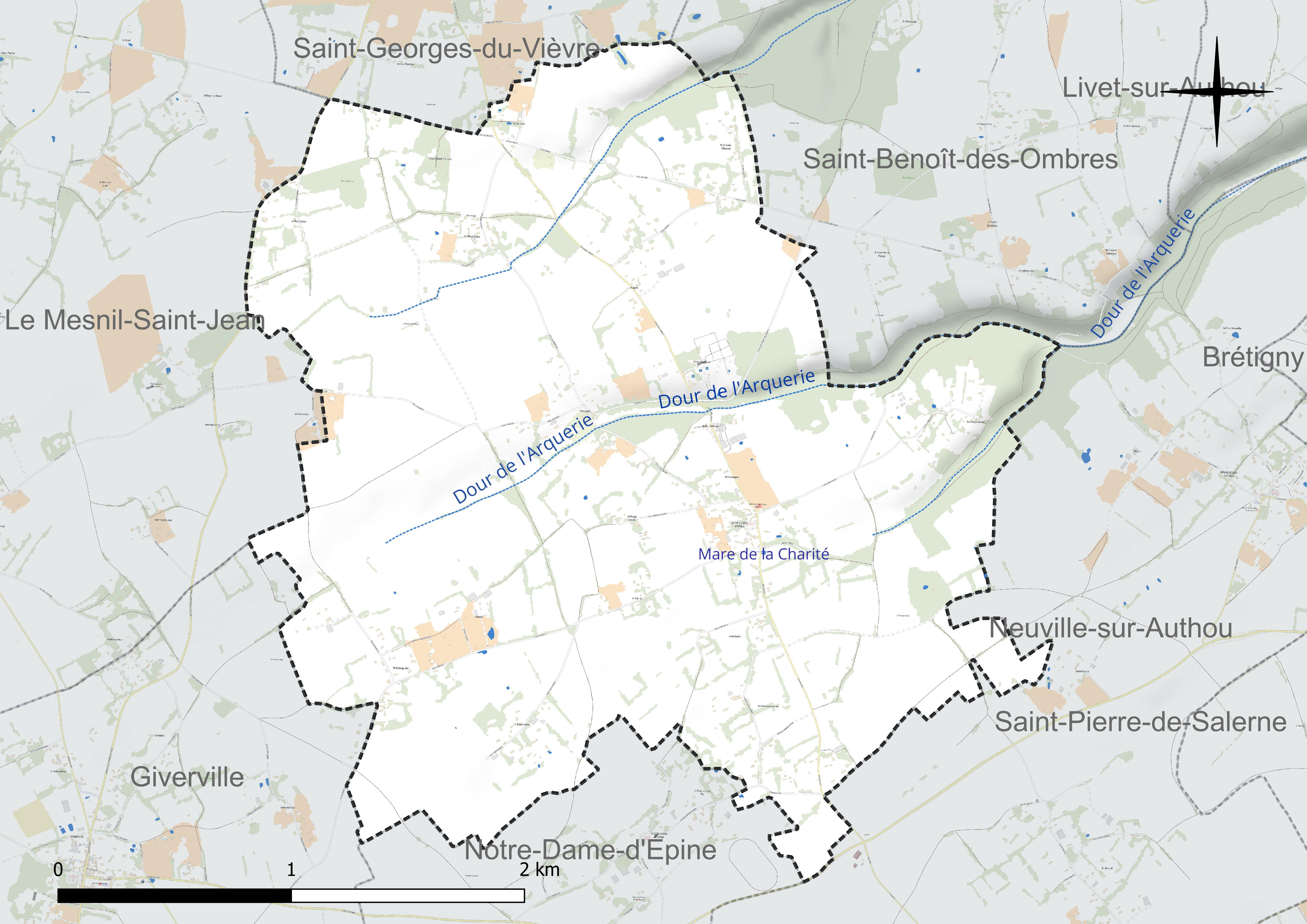
Réseau hydrographique de Saint-Victor-d'Épine.

### Climat
Pour des articles plus généraux, voir Climat de la Normandie et Climat de l'Eure.
En 2010, le climat de la commune est de type climat océanique dégradé des plaines du Centre et du Nord, selon une étude du CNRS s'appuyant sur une série de données couvrant la période 1971-2000. En 2020, Météo-France publie une typologie des climats de la France métropolitaine dans laquelle la commune est exposée à un climat océanique et est dans la région climatique  Côtes de la Manche orientale, caractérisée par un faible ensoleillement (1 550 h/an) ; forte humidité de l’air (plus de 20 h/jour avec humidité relative > 80 % en hiver), vents forts fréquents. Parallèlement le GIEC normand, un groupe régional d’experts sur le climat, différencie quant à lui, dans une étude de 2020, trois grands types de climats pour la région Normandie, nuancés à une échelle plus fine par les facteurs géographiques locaux. La commune est, selon ce zonage, exposée à un « climat contrasté des collines », correspondant au Pays d’Auge, Lieuvin et Roumois, moins directement soumis aux flux océaniques et connaissant toutefois des précipitations assez marquées en raison des reliefs collinaires qui favorisent leur formation.
Pour la période 1971-2000, la température annuelle moyenne est de 10,2 °C, avec  une amplitude thermique annuelle de 13,8 °C. Le cumul annuel moyen de précipitations est de 816 mm, avec 12,7 jours de précipitations en janvier et 8,4 jours en juillet. Pour la période 1991-2020, la température moyenne annuelle observée sur la station météorologique la plus proche, située sur la commune de Brionne à 8 km à vol d'oiseau, est de 11,5 °C et le cumul annuel moyen de précipitations est de 791,7 mm,. Pour l'avenir, les paramètres climatiques de la commune estimés pour 2050 selon différents scénarios d’émission de gaz à effet de serre sont consultables sur un site dédié publié par Météo-France en novembre 2022.

## Urbanisme

### Typologie
Au 1er janvier 2024, Saint-Victor-d'Épine est catégorisée commune rurale à habitat très dispersé, selon la nouvelle grille communale de densité à 7 niveaux définie par l'Insee en 2022.
Elle est située hors unité urbaine et hors attraction des villes,.

### Occupation des sols
L'occupation des sols de la commune, telle qu'elle ressort de la base de données européenne d’occupation biophysique des sols Corine Land Cover (CLC), est marquée par l'importance des territoires agricoles (93,9 % en 2018), une proportion identique à celle de 1990 (93,9 %). La répartition détaillée en 2018 est la suivante : 
prairies (58,6 %), terres arables (30,8 %), forêts (6,1 %), zones agricoles hétérogènes (4,5 %). L'évolution de l’occupation des sols de la commune et de ses infrastructures peut être observée sur les différentes représentations cartographiques du territoire : la carte de Cassini (XVIIIe siècle), la carte d'état-major (1820-1866) et les cartes ou photos aériennes de l'IGN pour la période actuelle (1950 à aujourd'hui).

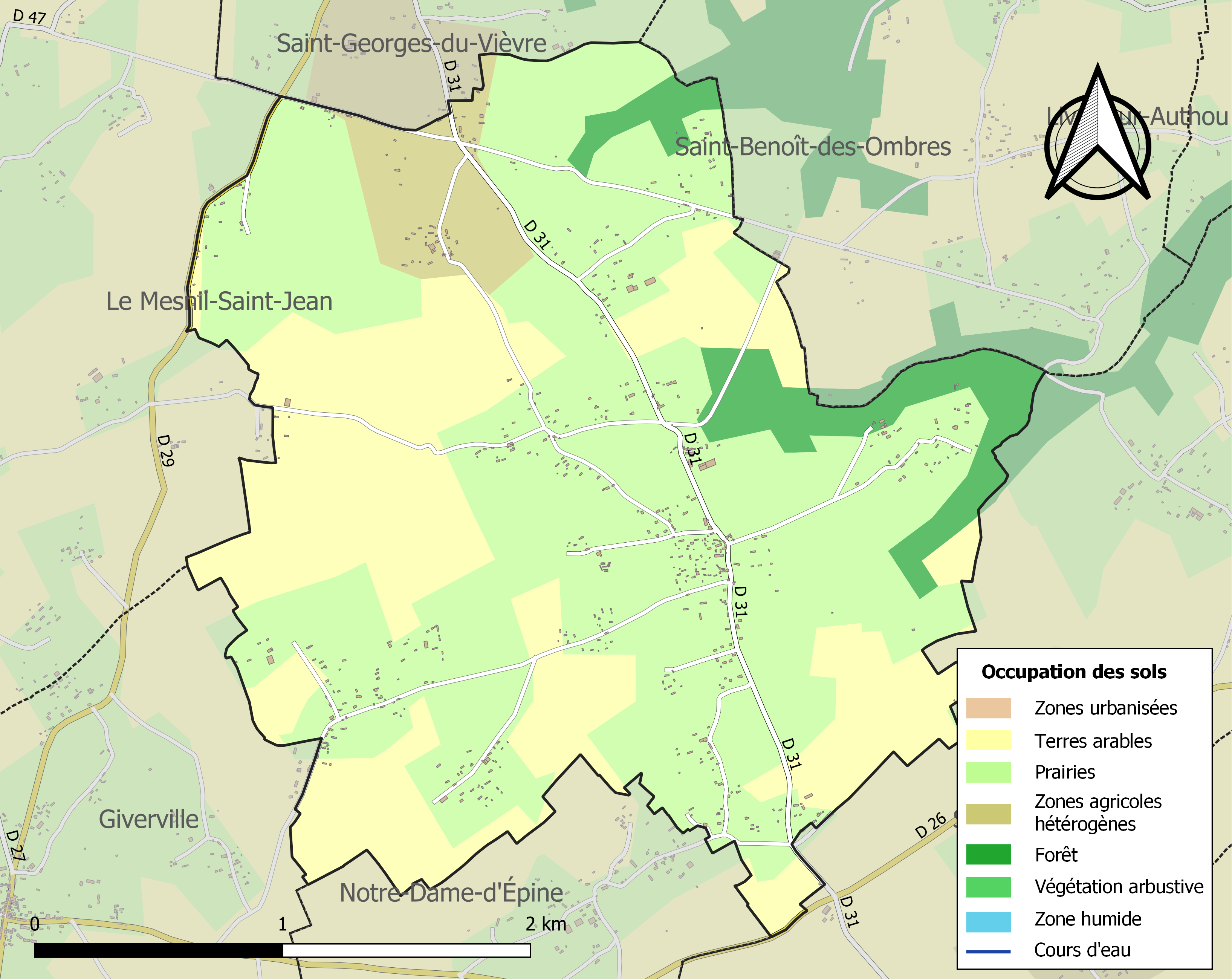
Carte des infrastructures et de l'occupation des sols de la commune en 2018 (CLC).

## Toponymie
Le nom de la localité est attesté sous les formes Saint Victor d’Espineuse en 1317 (La Roque), Saint Victor de la Haie d'Eppine en 1400-1402, Saint Victor d’Epinne au XVIIe siècle (note de la Chambre des comptes).
Saint-Victor est un hagiotoponyme, le saint patron du lieu est saint Victeur, évêque du Mans à la fin du Ve siècle.
Épine est une appellation se référant au hameau d'Épine située sur la commune voisine Notre-Dame-d'Épine. Les deux communes représentaient la même paroisse  vers le XIIe siècle.

## Histoire
Autrefois le centre d'un pagus.
Divisé en deux paroisses vers le XIIe siècle.
Citée en 856 lors du transfert du corps de saint Regnobert en l'église Saint-Victor. La terre des Épines fut donnée au XIe siècle à l'abbaye de Préaux par Guillaume d'Echauffour, en dot pour sa fille qui entrait au couvent.

## Politique et administration
| Période                                  | Période  | Identité         | Étiquette | Qualité    |
| ---------------------------------------- | -------- | ---------------- | --------- | ---------- |
| mars 2001                                | En cours | Yannick Malherbe | DVD       | Professeur |
| Les données manquantes sont à compléter. |          |                  |           |            |

## Démographie
L'évolution du nombre d'habitants est connue à travers les recensements de la population effectués dans la commune depuis 1793. Pour les communes de moins de 10 000 habitants, une enquête de recensement portant sur toute la population est réalisée tous les cinq ans, les populations de référence des années intermédiaires étant quant à elles estimées par interpolation ou extrapolation. Pour la commune, le premier recensement exhaustif entrant dans le cadre du nouveau dispositif a été réalisé en 2005.

En 2022, la commune comptait 337 habitants, en évolution de +4,66 % par rapport à 2016 (Eure : −0,25 %, France hors Mayotte : +2,11 %).
| 1793 | 1800 | 1806 | 1821  | 1831  | 1836 | 1841 | 1846 | 1851 |
| ---- | ---- | ---- | ----- | ----- | ---- | ---- | ---- | ---- |
| 922  | 970  | 936  | 1 015 | 1 017 | 985  | 940  | 900  | 861  |

| 1856 | 1861 | 1866 | 1872 | 1876 | 1881 | 1886 | 1891 | 1896 |
| ---- | ---- | ---- | ---- | ---- | ---- | ---- | ---- | ---- |
| 874  | 819  | 761  | 689  | 672  | 643  | 580  | 511  | 456  |

| 1901 | 1906 | 1911 | 1921 | 1926 | 1931 | 1936 | 1946 | 1954 |
| ---- | ---- | ---- | ---- | ---- | ---- | ---- | ---- | ---- |
| 461  | 442  | 424  | 373  | 365  | 342  | 342  | 307  | 330  |

| 1962 | 1968 | 1975 | 1982 | 1990 | 1999 | 2005 | 2006 | 2010 |
| ---- | ---- | ---- | ---- | ---- | ---- | ---- | ---- | ---- |
| 354  | 324  | 256  | 293  | 286  | 280  | 323  | 320  | 318  |

| 2015 | 2020 | 2022 | - | - | - | - | - | - |
| ---- | ---- | ---- | - | - | - | - | - | - |
| 322  | 339  | 337  | - | - | - | - | - | - |

## Culture locale et patrimoine

### Lieux et monuments
La commune possède un château datant de 1635 pour le corps central et de 1880 pour les deux ailes.

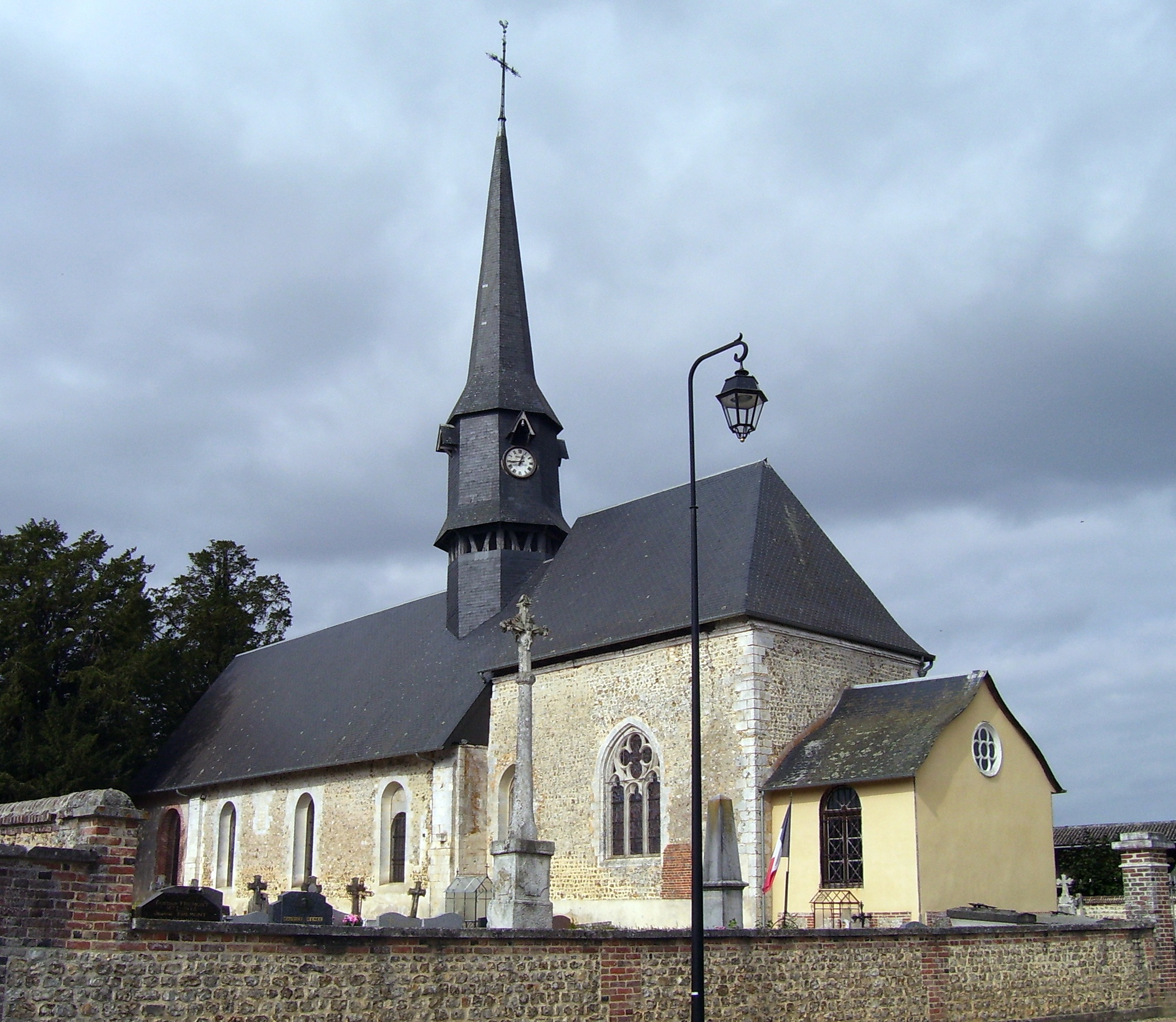
L'église.
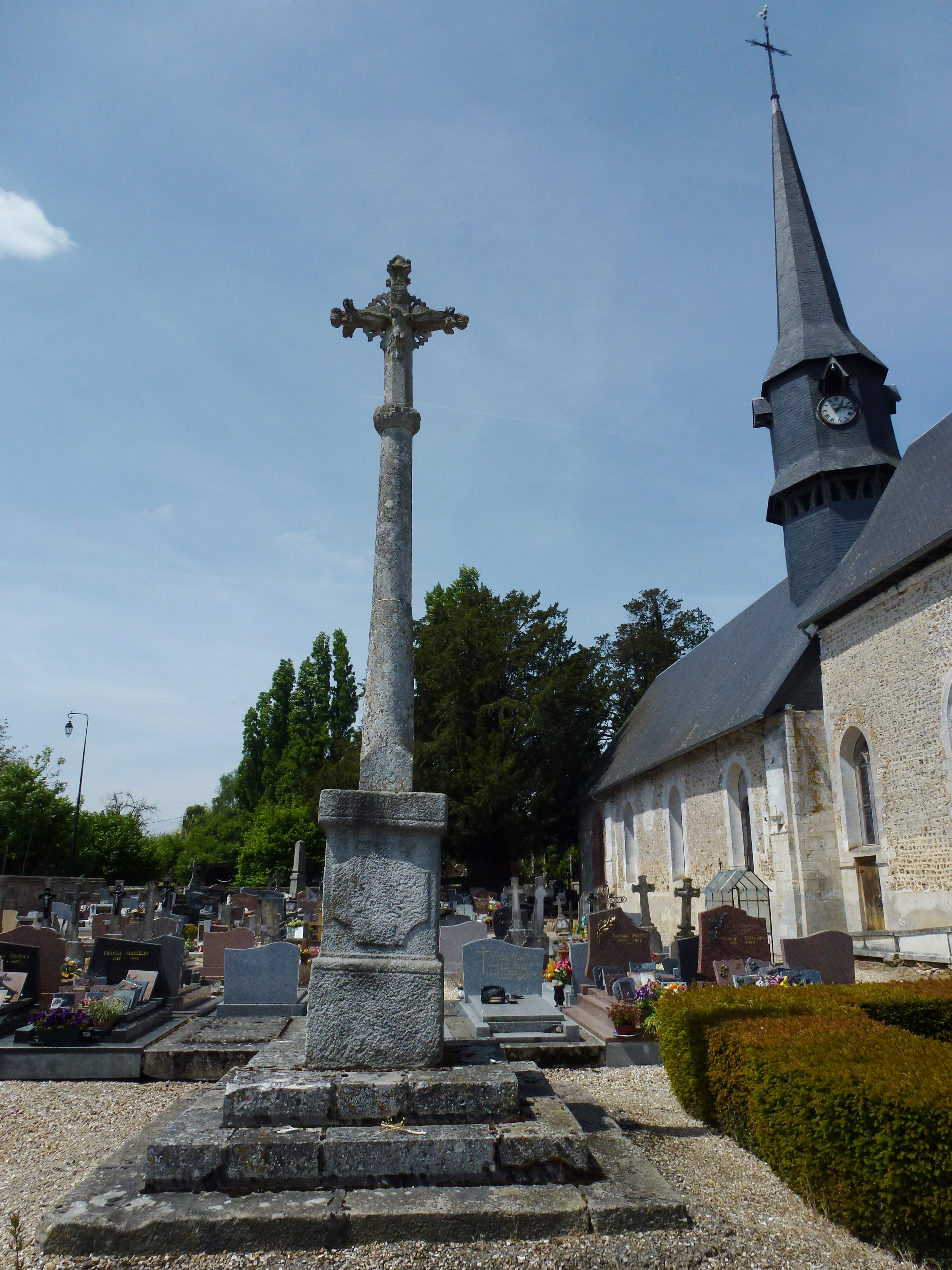
Une croix de cimetière.
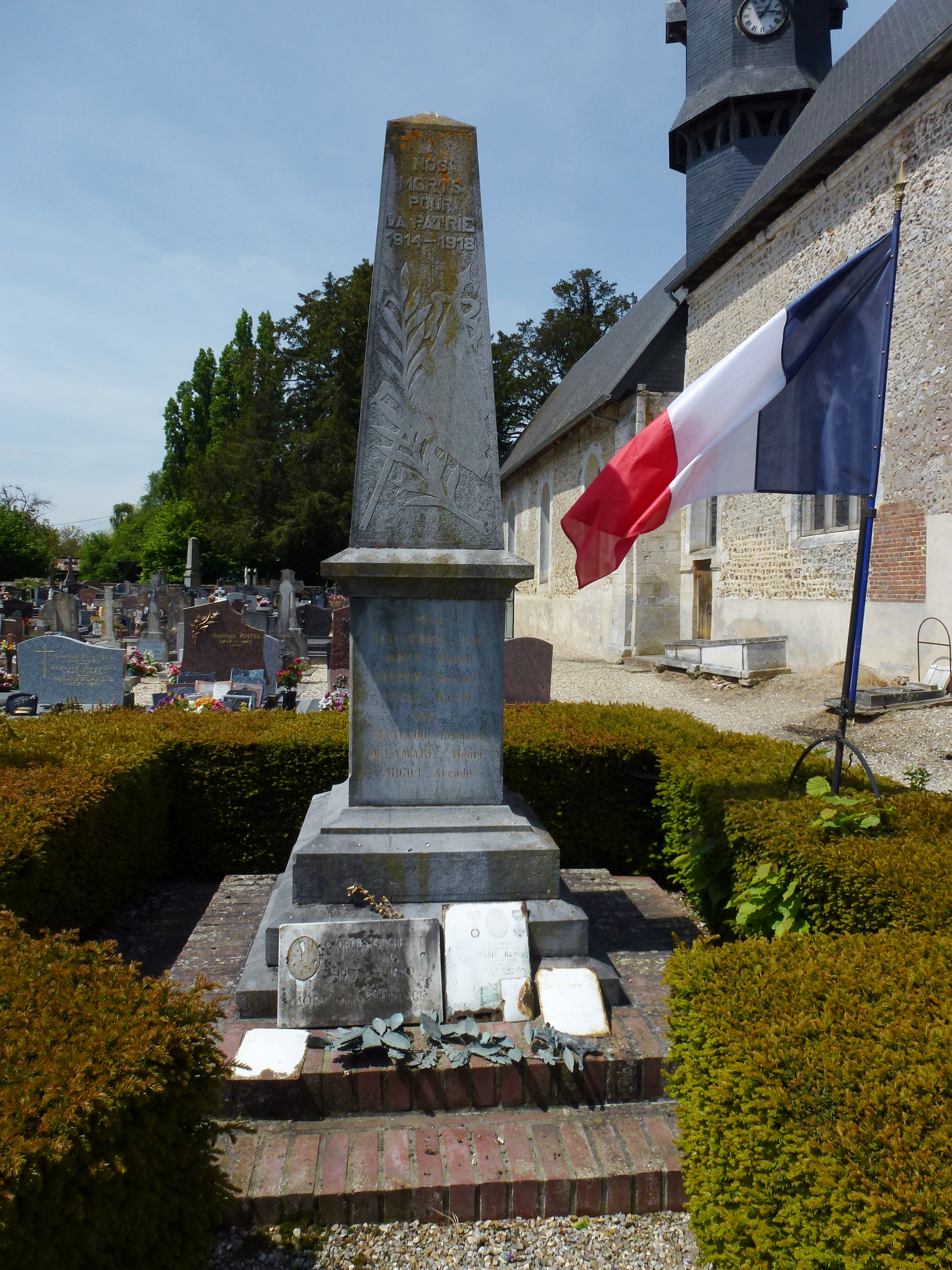
Le monument aux morts.
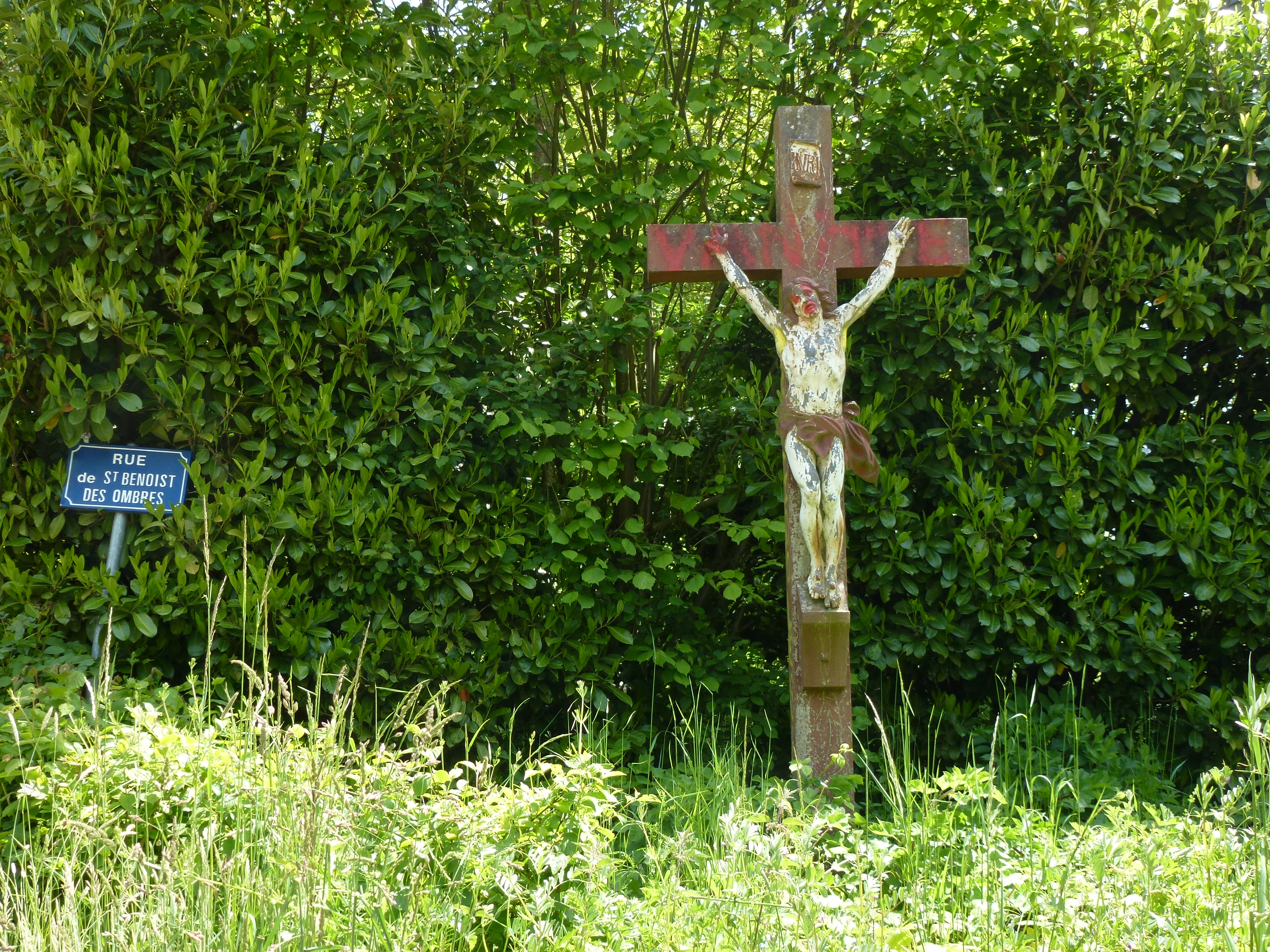
Croix de chemin.
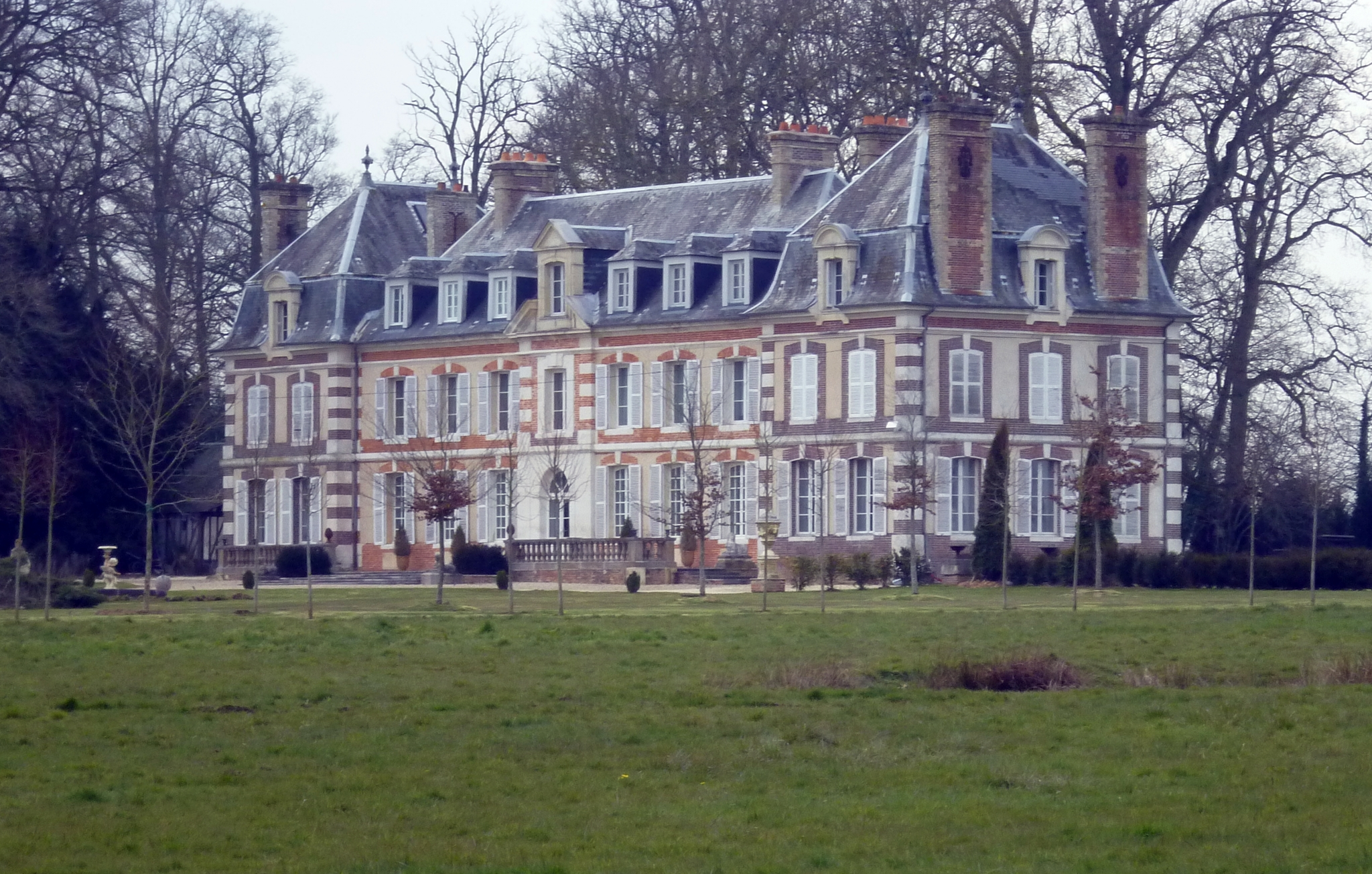
Le Mont-Criquet.
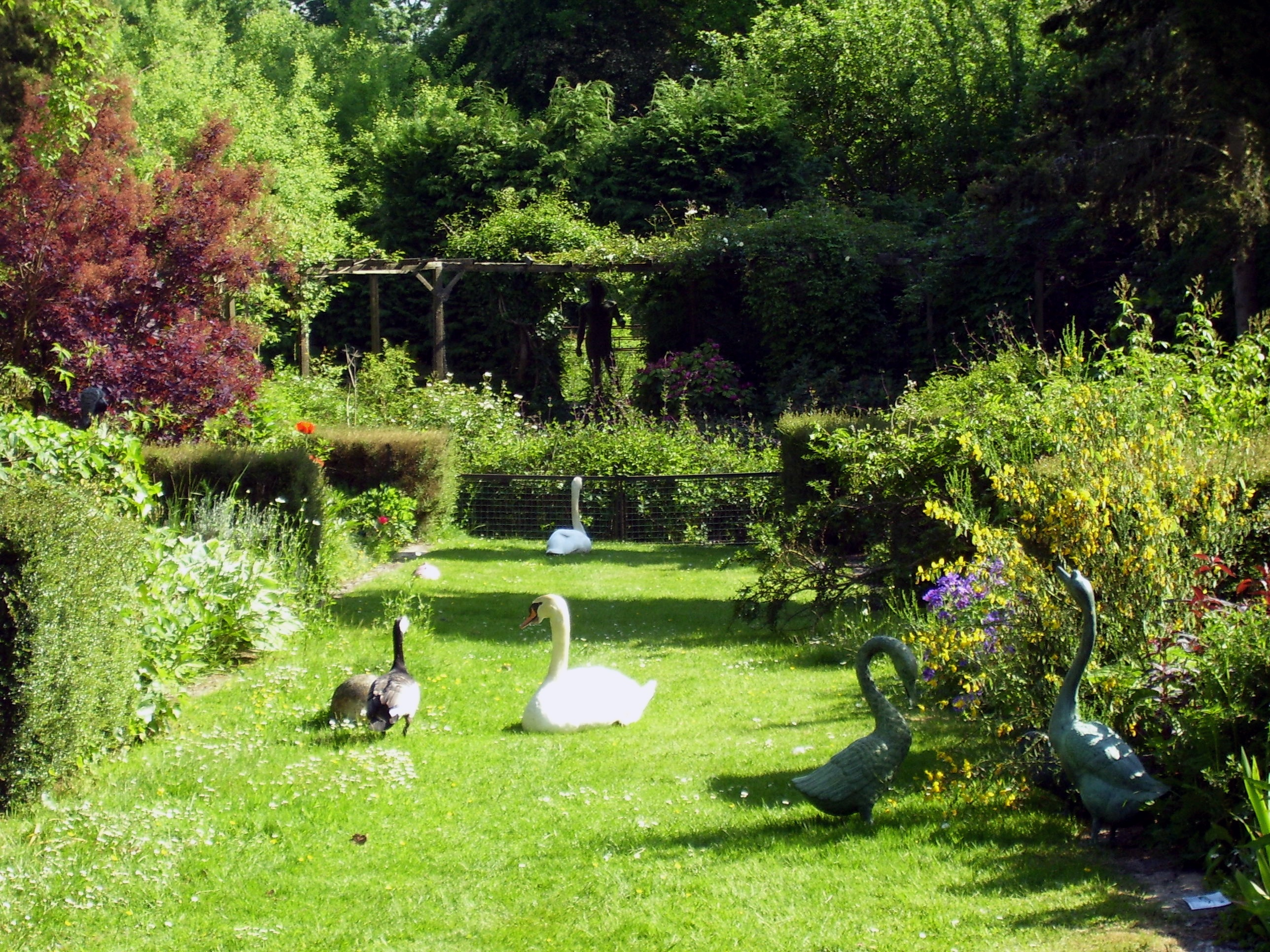
Jardins du clos Saint-François

### Patrimoine naturel

#### ZNIEFF de type 1
- Le bois de la vallée des Quatre-Chênes[26]. Il s'agit d'un massif forestier dont l'épine dorsale correspond au ru de fond de vallon à sec en période d'étiage. Ce massif, qui s'étend également sur la commune de Saint-Benoît-des-Ombres, est constitué de plusieurs habitats naturels forestiers en interconnexion les uns avec les autres : la forêt mixte (feuillus et conifères) et la forêt de conifères, la chênaie acide à fougère aigle ainsi que quelques zones à lande à fougère, le bois de bouleau peu représenté, le taillis et le roncier. Les pentes fortes des versants abritent de nombreuses espèces telles que la pipistrelle commune et la sérotine commune.
- Le bois des Champs Ramont et de l'Arquerie[27].

#### ZNIEFF de type 2
- La vallée de la Risle de Brionne à Pont-Audemer, la forêt de Montfort[28].

#### Site classé
- Le gros if millénaire situé dans le cimetière,  Site classé (1925)[29],[30].

## Personnalités liées à la commune
- Joseph, Marie, Gabriel de Vaugiraud (1870-1951), y est né. Chevalier de la Légion d'honneur du 20 octobre 1948. Maire de Baynes, (Calvados) entre 1900 et 1948 (au moins).
- Hervé Delamarre, sportif français de canoë-kayak, y a habité durant toute sa jeunesse